# 迪朗斯河畔圣克莱芒
迪朗斯河畔圣克莱芒（法語：Saint-Clément-sur-Durance，法語發音：[sɛ̃ klemɑ̃ syʁ dyʁɑ̃s]）是法国上阿尔卑斯省的一个市镇，位于该省东部，属于布里扬松区。

## 地理
迪朗斯河畔圣克莱芒（44°38'56"N, 6°34'42"E）面积25.06 平方千米，位于法国普罗旺斯-阿尔卑斯-蓝色海岸大区上阿尔卑斯省，该省份为法国东南部内陆省份，北起萨瓦省，西北接伊泽尔省，西南接德龙省，南至上普罗旺斯阿尔卑斯省，东北部与意大利接壤。
与迪朗斯河畔圣克莱芒接壤的市镇（或旧市镇、城区）包括：沙托鲁莱萨尔普、吉耶斯特尔、雷奥捷、里苏勒、圣安德烈当布兰。

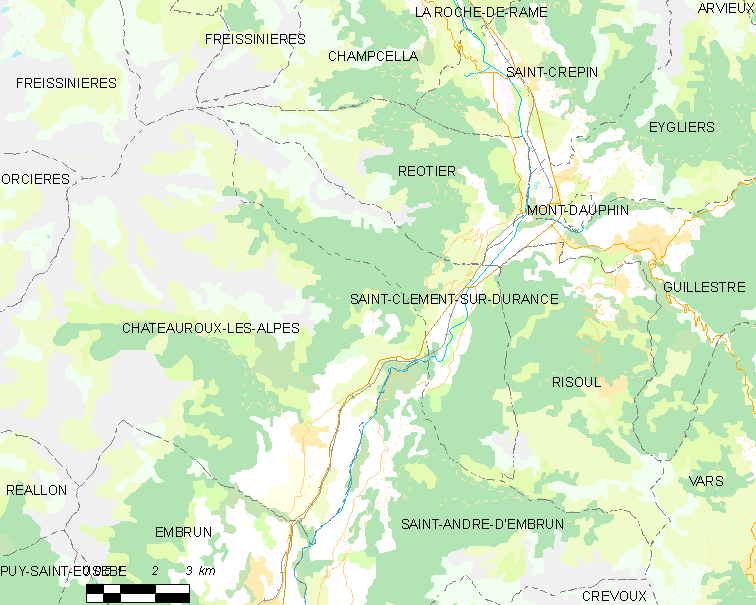
迪朗斯河畔圣克莱芒的OSM定位图

迪朗斯河畔圣克莱芒的时区为UTC+01:00、UTC+02:00（夏令时）。

## 行政
迪朗斯河畔圣克莱芒的邮政编码为05600，INSEE市镇编码为05134。

## 政治
迪朗斯河畔圣克莱芒所属的省级选区为吉耶斯特尔县。

## 人口

1962-2008年间迪朗斯河畔圣克莱芒人口变化图示

迪朗斯河畔圣克莱芒于2022年1月1日时的人口数量为332人。